# MacKenzie May
MacKenzie Caitlin May (ur. 12 stycznia 1999 w Dubuque) – amerykańska siatkarka, reprezentantka kraju, grająca na pozycji przyjmującej.
Studiowała filozofię piramidy sukcesu Johna Woodena na Uniwersytecie Kalifornijskim w Los Angeles i przez czas w latach 2017-2020 uzyskała licencjat z nauk humanistycznych, a w 2021 roku została Magistrem pedagogiki.
Gdy miała 8 lat dołączyła do swojego pierwszego zespołu, gdzie grały  zawodniczki do lat 13 i grała na pozycji libero, gdyż była najmłodsza.

## Sukcesy reprezentacyjne
Mistrzostwa Ameryki Północnej, Środkowej i Karaibów Juniorek:
- 2016[9]

Puchar Panamerykański Juniorek:
- 2017[10]

Puchar Panamerykański:
- 2022[11]